# Tifton (Georgia)
Tifton település az Amerikai Egyesült Államok Georgia államában, Tift megyében, melynek megyeszékhelye is. Lakosainak száma 17 045 fő (2020. április 1.).

## Népesség
A település népességének változása:

| 2010 | 16 350 |
| 2020 | 17 045 |